# Rajendra de Nepal
Rajendra Bikram Shah (Basantapur, 3 de diciembre de 1813 - Bhaktapur, 10 de julio de 1881) fue Rey de Nepal desde la temprana muerte de su padre, el Rey Girvan Yuddha Bikram Shah el 20 de noviembre de 1816. Subió al trono a la edad de tres años, ejerciendo la regencia la Reina Lalit Tripura Sundari hasta 1832. 

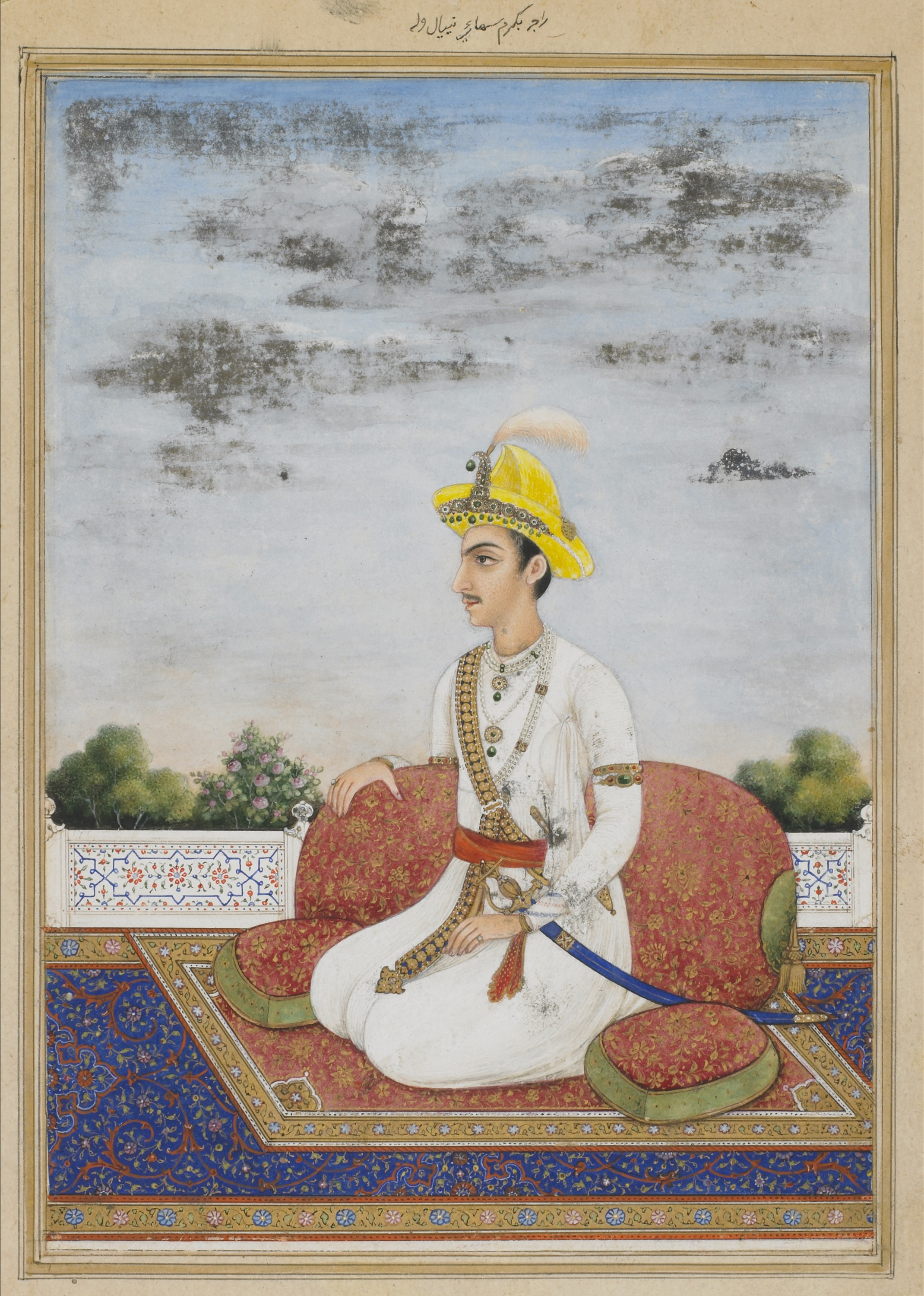
Rey Rajendra

Se mantuvo en el trono hasta el año 1847, abdicando aquel año en favor de su hijo Surendra, una vez consumado el golpe de la familia Rama en contra de la dinastía Shah. En aquella oportunidad, la trágica decisión de su esposa la Reina Rajendralakshmi, de vengar la muerte de su amante terminó en un baño de sangre conocido como la masacre de Kot, en la cual un líder militar en rápido ascenso (Jang Bahadur) tomó el poder, estableciéndose como primer ministro vitalicio y transformando a la monarquía en un mero títere. Jang Bahadur adquirió el título de Rana e hizo del cargo de primer ministro un título heredable por su familia (Jang Bahadur Rana). Murió en 1881, dos meses después que su hijo Surendra.